# Lea Einfalt
Lea Einfalt, slovenska smučarska tekačica, * 19. maj 1994, Ljubljana.
Na svetovnem mladinskem prvenstvu leta 2012 v Erzurumu je osvojila srebrno medaljo na 10 km in bron v štafeti. V svetovnem pokalu je debitirala 14. decembra 2013 v Davosu z 54. mestom na 15 km. Prvo uvrstitev med dobitnike točk je dosegla 20. decembra 2014 na istem prizorišču z 20. mestom na 10 km. 11. januarja 2015 je dosegla svojo najboljšo uvrstitev v svetovnem pokalu z 11. mestom na 9 km v Val di Fiemmeju. 